# 3166 Klondike
3166 Klondike è un asteroide della fascia principale. Scoperto nel 1940, presenta un'orbita caratterizzata da un semiasse maggiore pari a 2,2375757 UA e da un'eccentricità di 0,1171523, inclinata di 5,24103° rispetto all'eclittica.
L'asteroide è dedicato alla corsa all'oro del Klondike, durante la quale Karl F. Joutsen e Anton F. Johnson, futuri benefattori dell'Università di Turku, fecero fortuna grazie alla loro miniera.